# 大衛·弗萊德
大衛·弗萊德（英語：David L. Fried，1933年4月13日 – 2022年5月5日）是一位美國科學家，最出名的是他對光學的貢獻。弗萊德描述了後來被稱為弗萊德參數或「r0」（通常發音為「r-naught」，但也讀作「r-zero」）。弗萊德參數是地球大氣層中湍流強度的量度。湍流導致天文學在觀測時所謂的視寧度，這通常限制了地面望遠鏡的光學解析度和天體的圖像中的細節。弗萊德參數描述了望遠鏡孔徑的最小直徑，在該直徑處，光學圖像的保真度開始受到地球大氣層中湍流的嚴重影響。弗萊德參數可能會在分鐘或更短的時間尺度上快速變化。在可見光譜中，弗萊德參數的典型值可能從不到一公分（你可以用眼睛檢測到湍流）到在好的天文站址大約幾十公分不等。

## 生活和職業生涯
大衛·拉里·弗萊德（英語：David Larry Fried）於1933年4月13日出生於美國紐約 布魯克林區。他分別於1957年、1959年和1962年在新澤西州新布藍茲維省的羅格斯大學獲得了物理學AB、MS和博士學位。從1957年到1959年，他在新澤西州普林斯頓的RCARCA天文電子部門從事計算機應用分析工作。1961年，他受雇於洛克威爾國際，在自動學事業部（加利福尼亞州阿納海姆），作為雷射技術小組的負責人，他從事雷射應用所需設備的研究，以及雷射應用的系統概念分析。他還在研究隨機不均勻大氣中的光學傳播及其對光學系統性能的影響方面做了大量工作。1966年，他加入了位於加利福尼亞州千橡市的北美航空科學中心的技術人員，在那裡他從事微波反射率和表面粗糙度的發射率的研究。
弗萊德在美國陸軍科學委員會（ASB）工作了20 年。多年來，他在陸軍科學委員會的彈道導彈防禦常務委員會任職。在1960年代，弗萊德發表了一系列關於大氣湍流光學效應的論文，為自適應光學系統的發展提供了許多分析基礎，並導致了現在被稱為弗萊德參數。此外，他在1966年發表的論文《通過大氣層向下看的極限解析度》（Limiting Resolution Looking Down Through the Atmosphere）對於展示天基望遠鏡對地面物體成像的清晰度的基本限制（約5釐米）非常重要。1981年，弗萊德進行了第一次分析，評估並確定了使用大氣雷射反向散射來控制自適應光學的可行性：這個概念現在被稱為雷射導引星。然後，他設計、管理了硬體的開發，並監督了一項實驗，成功地證明了雷射導引星概念的有效性。
從1970年（他創立公司）到1993年（他賣掉公司），弗萊德是光學科學公司（加利福尼亞州的普拉森蒂亞）的總裁。1993年，他因其最初的雷射導引星工作而獲得了SPIE技術成就獎。從1993年到1995年，他在加利福尼亞州蒙特雷的海軍研究所擔任物理學教授。後來，他擔任獨立顧問。
除了與光學傳播/湍流效應/自適應光學相關的工作外，弗萊德還在其它電光學相關領域進行了工作，例如運動目標檢測系統中紅外背景雜波的抑制；雷射散斑統計分析；分析光探測事件驅動的散粒雜訊對各類光學測量精度的影響；設計開發用於中程彈道導彈防禦的低溫光學長波長紅外感測器；以及用於導彈和飛機探測的天基紅外感測器的設計和性能分析。他還參與尋找一種合理的方法來解決彈道導彈防禦的中途誘餌辨別問題。
弗萊德在加利福尼亞州蒙特雷去世，享年 89 歲。

## 榮譽
1993 – 大衛·弗萊德，光學科學公司，SPIE 科技成果獎。  （页面存档备份，存于）

## 研究工作
- D.弗萊德和T.克拉克：《擠壓柯爾莫哥洛夫型相位屏帶》，J. Opt. Soc. Am. A  25, 463–468 (2008).
- J.巴赫爾斯和D.弗萊德：《雷射束在湍流介質中傳播的最佳控制》，J. Opt. Soc. Am. A  19, 1779–1793 (2002).
- J.巴赫爾斯、D.弗萊德和D.林克：《强閃爍中哈特曼感測器效能的評估》，Appl. Opt.  41, 1012–1021 (2002).
- D.弗萊德：《調適光學中的分支點問題》，J. Opt. Soc. Am. A  15, 2759–2768 (1998).
- H.尤拉和D.弗萊德：《調適光學系統斯特列爾比的方差》，J. Opt. Soc. Am. A  15, 2107–2110 (1998).
- D.弗萊德和R.司徒：《風切變誘導PCI穩定》，J. Opt. Soc. Am. A  15, 1212–1226 (1998).
- D.弗萊德：《CLEAN演算法分析及其對超解析度的啟示》，J. Opt. Soc. Am. A  12, 853–860 (1995).
- D.弗萊德：《湍流引起的水平不規則性》，J. Opt. Soc. Am. A  12, 950–957 (1995).
- D.弗萊德：《無限多人工導引星參考點極限下的聚焦非均勻性》，J. Opt. Soc. Am. A  12, 939–949 (1995).
- D.弗萊德和J.貝爾舍：《人工導引星調適光學系統在天文成像中的基本極限分析》，J. Opt. Soc. Am. A  11, 277–287 (1994).
- R.本尼迪克特、J.佈雷金里、和D.弗萊德：《大氣補償技術》，J. Opt. Soc. Am. A  11, 257–262 (1994).
- D.弗萊德和J.沃恩：《相函數中的分支切割》，Appl. Opt.  31, 2865–2882 (1992).
- D.弗萊德：《調適光學中時間延遲誘導的均方誤差》，J. Opt. Soc. Am. A  7, 1224–1225 (1990).
- D.弗萊德：《格林伍德頻率測量》，J. Opt. Soc. Am. A  7, 946–947 (1990).
- D.弗萊德和J.沃恩：《Knox-Thompson傳遞函數對空間頻率差的依賴性》，J. Opt. Soc. Am. A  7, 833–837 (1990).
- G.泰勒和D.弗萊德：《象限檢測器相關的圖像位置誤差》，J. Opt. Soc. Am.  72, 804–808 (1982).
- D.弗萊德和G.梅弗斯：《熱噴霜時間常數》，J. Opt. Soc. Am.  72, 519–521 (1982).
- D.弗萊德：《調適光學中的等平面異向》，J. Opt. Soc. Am.  72, 52–52 (1982).
- D.弗萊德：《雷射眼安全：普通散斑統計和斑點-散斑統計的影響》，J. Opt. Soc. Am.  71, 914–916 (1981).
- D.弗萊德：《解析度、信噪比和測量精度：附錄》，J. Opt. Soc. Am.  70, 748–749 (1980).
- D.弗萊德：《解析度、信噪比和測量精度》，J. Opt. Soc. Am.  69, 399–406 (1979).
- D.弗萊德：《通過湍流獲得幸運的短曝光圖像的概率》，J. Opt. Soc. Am.  68, 1651–1657 (1978).
- D.弗萊德：《無限平面波在渾濁介質中的互相幹函數的傳播》，Opt. Lett.  1, 104–106 (1977).
- D.弗萊德：《最小二乘擬合波前畸變估計值到相位差測量陣列》，J. Opt. Soc. Am.  67, 370–375 (1977).
- D.弗萊德：《RO在大氣中向下傳播的評估：校正2》，Appl. Opt.  16, 549–549 (1977).
- D.弗萊德：《隨機粗糙目標的雷射雷達散射截面統計》J. Opt. Soc. Am.  66, 1150–1160 (1976). 隨機粗糙目標的雷射雷達截面統計
- D.格林伍德和D.弗萊德：《波前補償系統的功率譜要求》，J. Opt. Soc. Am.  66, 193–206 (1976).
- D.弗萊德：《r的評估？對於在大氣中向下傳播：校正》，Appl. Opt.  14, 2567–2567 (1975).
- D.弗萊德和G.梅弗斯：《RO在大氣中傳播的評估》，Appl. Opt.  13, 2620–2622 (1974).
- D.弗萊德：《含泊松雜訊信號的信號處理：作者對評論的回復》，Appl. Opt.  13, 2463–2464 (1974).
- D.弗萊德：《非線性共振掃描》，Appl. Opt.  13, 1796–1801 (1974).
- D.弗萊德：《具有泊松雜訊的信號的信號處理》，Appl. Opt.  13, 1282–1283 (1974).
- D.弗萊德：《均勻照明的方孔徑高功率雷射發射器沒有熱光暈》，Appl. Opt.  13, 989–991 (1974).
- H.漢斯和D.弗萊德：《光學天線增益互易性的實驗測試》，J. Opt. Soc. Am.  63, 1015–1016 (1973).
- D.弗萊德：《指向抖動引起的雷射束衰減統計》，Appl. Opt.  12, 422–423 (1973).
- D.弗萊德：《二進位信號解調光子計數統計》，Appl. Opt.  11, 1268–1269 (1972).
- D.弗萊德和H.尤拉：《望遠鏡在湍流介質中傳播的效能互易性》，J. Opt. Soc. Am.  62, 600–602 (1972).
- D.弗萊德：《閃爍在隨機不均勻介質中傳播的光譜和角度協方差》，Appl. Opt.  10, 721–731 (1971).
- D.弗萊德和R.特納：《通過平板進行聚焦；像差與折射率的關係》，Appl. Opt.  9, 2800–2800 (1970).
- J.謝弗和D.弗萊德：《班德-雙壓電晶片掃描儀分析》，Appl. Opt.  9, 933–937 (1970).
- E.泰森和D.弗萊德：《大氣湍流極弱光學強度的觀測》，J. Opt. Soc. Am.  58, 1538–1539 (1968).
- D.弗萊德：《相互相幹傳播的擴散分析》，J. Opt. Soc. Am.  58, 961–969 (1968).
- D.弗萊德和R.施梅爾策：《大氣閃爍對光學數據通道的影響？雷射雷達和二進位通信》，Appl. Opt.  6, 1729–1737 (1967).
- D.弗萊德：《地對空雷射照明器的閃爍》，J. Opt. Soc. Am.  57, 980–983 (1967).
- D.弗萊德、G.梅弗斯、和M.凱斯特, JR.：《大氣中雷射束閃爍的量測》，J. Opt. Soc. Am.  57, 787–797 (1967).
- D.弗萊德：《Rytov近似的檢驗》，J. Opt. Soc. Am.  57, 268–269 (1967).
- D.弗萊德和J.塞德曼：《大氣中的雷射束閃爍》，J. Opt. Soc. Am.  57, 181–185 (1967).
- D.弗萊德和J.塞德曼：《用於光通信的外差和光子計數接收器》，Appl. Opt.  6, 245–250 (1967).
- D.弗萊德：《球面波在湍流介質中的傳播》，J. Opt. Soc. Am.  57, 175–180 (1967).
- D.弗萊德：《閃爍的孔徑平均》，J. Opt. Soc. Am.  57, 169–172 (1967).
- D.弗萊德和J. 克勞德：《無限平面波在隨機非均勻介質中的傳播》，J. Opt. Soc. Am.  56, 1667–1676 (1966).
- D.弗萊德：《超長和極短曝光下隨機非均勻介質的光學解析度》，J. Opt. Soc. Am.  56, 1372–1379 (1966).
- D.弗萊德：《俯視大氣層的極限解析度》，J. Opt. Soc. Am.  56, 1380–1384 (1966).
- D.弗萊德：《波前畸變幾何表示的統計》，J. Opt. Soc. Am.  55, 1427–1431 (1965).
- D.弗萊德、J.謝弗、和R.特納：《影像正交效能的理論分析》，Appl. Opt.  4, 785–792 (1965).
- D.弗萊德和G.梅弗斯：《大氣光學效應？偏振波動》，J. Opt. Soc. Am.  55, 740–741 (1965).
- D.弗萊德：《光電發射電流中的雜訊》，Appl. Opt.  4, 79–80 (1965).
- D.弗萊德、W.里德和D.波洛克：《干涉型光調製器》，Appl. Opt.  3, 697–701 (1964).

## 外部連結
Biographical data extracted from:
- Optical Sciences Company, SPIE Technology Achievement Award.  （页面存档备份，存于）
- Proceedings of the IEEE, vol.55, no.1, pp. 77, Jan. 1967
- An Assessment of Concepts and Systems for U.S. Boost-Phase Missile Defense in Comparison to Other Alternatives: Committee Membership Information.   （页面存档备份，存于）